# Битва на Стреві
Битва на Стреві, або битва над Стравою — битва на ріці Стреві (права притока Німану) поблизу Ковно між арміями Тевтонського ордену та Великого князівства Литовського, яка відбулась 2 лютого 1348 року і закінчилась перемогою Тевтонців.

## Передумови
Керівництво ордену зібрало великі сили, поповнені французькими та англійськими лицарями, щоб відімстити «поганам» за їх попередні напади на Пруссію. Військо очодив сам Великий магістр Генріх Дуземер, проте він залишився з частиною лицарів у Істербурзі, а головні сили повели далі великий маршал Зігфрід фон Дагенфельд та великий комтур Вінріх фон Кніпроде. Їх армія 26 січня 1348 року увірвалась на територію Великого князівства на південь від Ковно, і більше тижня безперешкодно спустошувала землі по берегах Німану, за свідченням літописців, не даючи пощади ні старим, ні малим.
Тільки 2 лютого перед ними з'явилась армія Ольгерда і Кейстута. Разом з литовцями до її складу входили руські сили — «Ruteni de Lademar, de Brisik, Witenberge, de Smalenza» (тобто, полки з Володимира, Вітебська, Берестя, Смоленська, а за деякими свідченнями, і з Полоцька)

## Хід битви
Битву почав Ольгерд. Його головні сили спробували пробитись і захопити прапор ордену, але не змогли цього зробити, а атака важкоозброєних лицарів порушила їх бойовий стрій та змусила відступити. Під вечір армія ВКЛ покинула місце битви.
Обидві сторони зазнали великих втрат. Зі сторони ВКЛ, за різними даними, загинули десятки тисяч воїнів, в тому числі князь Наримунт (брат Ольгерда). Багато з них під час відступу потонули у Стреві, слабкий лід якої не витримав масу кінноти.
Тевтонці також втратили тисячі воїнів, в тому числі 8 (за іншими даними 15) лицарів, проте результати битви були розцінені в ордені як перемога.
Після закінчення походу на честь перемоги на Стреві великий магістр заклав у Кенігсберзі костел Діви Марії.